# Helle Helle
Helle Helle (* 14. prosince 1965 Rødby) je dánská spisovatelka. Její tvorba je charakteristická minimalistickým stylem vyprávění, vychází z banálních situací, každodennosti, téma zůstává nevysloveno ve smyslu „show, do not tell“. Česky vyšly tři její knihy v překladu Heleny Březinové.

## Tvorba
- Zbytky (1996, povídky, česky 2002)
- Dům a domov (1999, román)
- Zvířata a auta (2000, povídky )
- Představa o nekomplikovaném životě s mužem (2002, román, česky 2004)
- Rødby-Puttgarden (2005, česky 2008 pod názvem Ženy bez mužů)
- Na dně (2008, román, česky 2012)
- Tohle jsem měla napsat v přítomném čase (2011, román, česky 2017)
- Jestli chceš (2014, román, česky 2016)
- Ony (2018, román, česky 2021)[1]